# الحقن المجهري بواسطة الحيوانات المنوية المختارة مورفولوجيا
الحقن المجهري بواسطة الحيوانات المنوية المختارة مورفولوجيا (بالإنجليزية: Intracytoplasmic morphologically selected sperm injection)‏ واختصاره IMSI، هو أحدث تقنيات المساعدة الطبية على الإنجاب ومصنفة ضمن عمليات التلقيح الإصطناعي خارج الجسم، يعتمد الحقن المجهري بواسطة الحيوانات المنوية المختارة مورفولوجيا على تكبير الحيوان المنوي (أصغر خلية في جسم الإنسان) بواسطة مجهر عالي الدقة مدعم بالتصوير الرقمي (قوة التكبير تتجاوز 10000 مرة)، يمكّن هذا المجهر أطباء النساء والتوليد والأطباء البيولوجيين من التوصل إلى التفاصيل الدقيقة لرأس ونواة الحيوان المنوي مما يسمح بانتقاء أفضل الحيوانات المنوية الخالية من التشوهات المورفولجية. في علاج الحقن المجهري، إذا تكوّن الجنين مع تشوهات في الـحمض النووي ومن ثم تم نقله إلى رحم الزوجة، حينها سيسقط الجنين من الرحم.
تبين أن نسبة زراعة الأجنة و تعشيشها داخل الرحم بواسطة هذه التقنية أفضل مقارنة بالحقن المجهري الكلاسيكي لأنه كلما زادت نسبة التكبير زاد وضوح مشاكل الحيوان المنوي (خاصة في الرأس)، لكن لا يمكن جميع الحالات استخدام هذه التقنية لأنه يجب أن يتوفر عدد كبير من الحيوانات المنوية حتى يتم اختيار الأفضل.

## خطوات عملية الحقن المجهري بواسطة الحيوانات المنوية المختارة مورفولوجيا
هي نفسها خطوات عملية الحقن المجهري (تنشيط المبيض، سحب البويضات، إعداد الحيوانات المنوية، حقن كل بويضة ناضجة بحيوان منوي، الإخصاب، زرع البويضات الملقحة)، الاستثناء الوحيد حقن كل بويضة ناضجة بحيوان منوي يكون بواسطة مجهر عالي الدقة والوضوح يساعد على انتقاء أفضل الحيوانات المنوية، قوة تكبير المجهر المستخدم في عمليات الحقن المجهري الكلاسيكي لا تتجاوز 400 مرة، بالتالي التقنية القديمة لا تمكّن من التفطن إلى العيوب والتشوهات الدقيقة الموجودة في رأس ونواة الحيوان المنوي.

## الحقن المجهري بواسطة الحيوانات المنوية المختارة مورفولوجيا في البلدان العربية
في العديد من البلدان العربية، عمليات الحقن المجهري وغيرها من تقنيات المساعدة على الإنجاب، منظمة بنصوص قانونية وأحكام تشريعية وترتيبية، في ما يلي أهم فصول القانون التونسي المتعلق بعمليات الحقن المجهري والطب الإنجابي بصفة عامة:
- لا يمكن اللجوء إلى الحقن المجهري إلاّ بالنسبة إلى شخصين متزوجين وعلى قيد الحياة وبواسطة أمشاج متأتّية منهما فقط وأن يكونا في سنّ الإنجاب.
- لا يمكن إجراء تجميد للأمشاج أو الأجنة إلا لغايات علاجية قصد مساعدة الزوجين على الإنجاب وبطلب كتابي منهما.
- بمجرد ثبوت وفاة أحد الزوجين المعنيين يتمّ وجوبا إتلاف الأمشاج المجمدة وإنهاء تجميد الأجنة.
- يمكن استثنائيا للشخص غير المتزوج والذي يخضع لعلاج أو الذي يستعد للخضوع إلى عمل طبّي من شأنه أن يؤثر على قدرته على الإنجاب اللجوء إلى تجميد أمشاجه قصد إستعمالها لاحقا في إطار رابطة زواج شرعي وفي نطاق الطب الإنجابي.
- يمكن للزوجين أو لأحدهما أن يطلب من المحكمة المتعهدة بقضية الطلاق القضاء بإنهاء تجميد الأجنة المتأتية منهما وذلك بعد الحكم بالطلاق.

## اقرأ أيضا
- طفل أنابيب
- الحقن المجهري
- نقل الأجنة
- عقم
- طب التوليد والنسائيات